# Puruca
Cavalo puruca é uma raça de mini-cavalos surgida na região norte do Brasil, na ilha do marajó. É a única raça de mini-cavalos do Brasil.

## História
Desde o descobrimento do Brasil, os portugueses trouxeram raças de cavalo que foram dispersadas no Brasil, inclusive na região norte, e tiveram que se adaptar e sobreviver, desenvolvendo-se por séculos, resultado nos animais atuais. É descendente do cavalo marajoara e do pônei de Shetland.

## Risco de extinção
Está ameaçada de extinção, devido a falhas na organização para manutenção desta raça e a cruza entre exemplares remanescentes com outras raças gerando mestiços, estimados em existir 1000 exemplares apenas. Porém criadores e entusiastas estão se organizando e trabalhando para a recuperação e preservação desta raça, com apoio da EMBRAPA, objetivando manter vivo este patrimônio genético equino brasileiro.

## Características
A raça é considerada altamente adaptada ao clima úmido da Amazônia e também as regiões de planícies alagadas presente na região norte, destacando-se por ser muito rústica, suportando não somente a umidade e a estiagem, mas também ao ataque de insetos, além de suportar bastante as doenças e o desgaste do casco das patas por ser muito duro.
O temperamento é ativo e dócil, possui aptidão para o trabalho com gado, bastante resistente consegue trabalhar o dia todo sem se cansar, além do que seu tamanho pequeno permite entrar em matas mais fechadas com facilidade, assim como o menor tamanho proporciona um custo de manutenção muito baixo.
A altura dos animais varia de 1,10m a 1,18m para machos e as fêmeas de 1,00m a 1,16m. Apesar de não todas, tem várias características em comum com o seu irmão maior o cavalo marajoara.
A raça tem uma associação sediada em Belém do Pará, a Associação Brasileira dos Criadores de Cavalos da Raça Puruca que é registrada perante o MAPA (Ministério da Agricultura, Pecuária e Abastecimento).

## Distribuição do plantel
Os animais estão concentrados no norte do Brasil na ilha do marajó.

## Valor genético
A raça tem despertado interesse pelo fato de ser adaptada a região amazônica, adaptado a nutrição por meio de vegetação daquele bioma, implicando em um animal cujo custos de manutenção são muito baixos. Suas características genéticas também são muito importante para fins de melhoramento equino da própria raça e de eventuais outras raças.